# Vatérite
Ne doit pas être confondu avec Vatérite-A.
La vatérite est un minéral composé de carbonate de calcium CaCO3, c'est donc un polymorphe de la calcite et de l'aragonite. La vatérite est biominéralisée par certaines espèces marines.

## Étymologie et synonymie
La vatérite est ainsi nommée en l'honneur du pédologue et botaniste allemand Heinrich Vater (en).
La vatérite porte aussi le nom de µ-CaCO3.

## Forme des cristaux
La vatérite se présente sous la forme d'aiguilles plutôt trapues, nettement plus que celles de l'aragonite, qui s'articulent, plus qu'elles ne se maclent, soit sous forme de "fleurs", soit sous forme de lentilles. Ces formes "nettes" découlent de cristallisations  relativement lentes, en milieu pur. Dans les cristallisations plus rapides, ou avec des "compagnons de cristallisation" les cristaux "dégénèrent" jusqu'à former des sphérolithes.

## Formation et stabilité
On trouve de faibles quantités de vatérite dans certaines météorites. Il s'en forme aussi chez certains crustacés, dans la coquille des œufs de certains oiseaux, et dans l'oreille interne des saumons (otolithes). On la trouve en remarquable abondance (avec de la calcite) dans la croûte minérale qui couvre les feuilles de la saxifrage Saxifraga scardica, qui pousse dans les Balkans,.
La vatérite est un cristal fort instable, et il se solubilise assez facilement (alors que la calcite se solubilise peu) pour se recristalliser en calcite. Ainsi, les gisements de calcaire (carrières), n'en contiennent pas. 
La vatérite ne cristallise pratiquement que dans les conditions de laboratoire (par exemple solution neutre, dans une eau pure soigneusement dégazée, de CaCl2 et de Na2CO3 à moins de 30 °C, durant quelques heures) et son existence est courte en présence d'eau.
La vatérite, à sec, ne se transforme qu'en calcite, à des températures de l'ordre de 300 à 400 °C, avec contraction du volume de la molécule de CaCO3, de 62,20 à 60,75 × 10−30 m3.
À température ambiante, la vatérite sèche est stable au moins 10 ans.